# كريستيان باور
كريستيان باور (بالألمانية: Christian Bauer) (و. 1787 – 1854 م) هو عالم عقيدة، من ألمانيا، توفي في التسه، عن عمر يناهز 67 عاماً.